# Olympische Sommerspiele 2000/Teilnehmer (Kanada)
| Gelbes Symbol für Goldmedaillen mit stilisierten Olympischen Ringen | Graues Symbol für Silbermedaillen mit stilisierten Olympischen Ringen | Braundes Symbol für Bronzemedaillen mit stilisierten Olympischen Ringen |
| ------------------------------------------------------------------- | --------------------------------------------------------------------- | ----------------------------------------------------------------------- |
| 3                                                                   | 3                                                                     | 8                                                                       |

Kanada nahm an den Olympischen Sommerspielen 2000 in der australischen Metropole Sydney mit einer Delegation von 294 Sportlern, 150 Männer und 144 Frauen, teil.

## Flaggenträger
Die Kanutin Caroline Brunet trug die Flagge Kanadas während der Eröffnungsfeier im Stadium Australia.

## Medaillengewinner

### Gold
| Name(n)                         | Sportart  | Wettkampf                        |
| ------------------------------- | --------- | -------------------------------- |
| Daniel Igali                    | Ringen    | Klasse bis 69 kg (Leichtgewicht) |
| Sébastien Lareau, Daniel Nestor | Tennis    | Doppel                           |
| Simon Whitfield                 | Triathlon | Männer                           |

### Silber
| Name(n)                       | Sportart       | Wettkampf                         |
| ----------------------------- | -------------- | --------------------------------- |
| Nicolas Gill                  | Judo           | Halbschwergewicht                 |
| Caroline Brunet               | Kanu           | Frauen, Einer-Kajak 500 Meter     |
| Émilie Heymans, Anne Montminy | Wasserspringen | Frauen, Synchronspringen 10 Meter |

### Bronze
| Name(n) | Sportart          | Wettkampf                 |
| --- | ----------------- | ------------------------- |
| Steve Giles | Kanu              | Einer-Canadier 1000 Meter |
| Heather McDermid, Heather Davis, Dorota Urbaniak, Theresa Luke, Emma Robinson, Alison Korn, Laryssa Biesenthal, Buffy Alexander, Lesley Thompson | Rudern            | Frauen, Achter            |
| Curtis Myden | Schwimmen         | 400 Meter Lagen           |
| Lyne Beaumont, Claire Carver-Dias, Erin Chan, Catherine Garceau, Fanny Létourneau, Kirstin Normand, Jacinthe Taillon, Reidun Tatham              | Synchronschwimmen | Gruppe                    |
| Dominique Bosshart | Taekwondo         | Frauen, Klasse über 67 kg |
| Mathieu Turgeon | Trampolinturnen   | Männerwettkampf           |
| Karen Cockburn | Trampolinturnen   | Frauenwettkampf           |
| Anne Montminy | Wasserspringen    | Frauen, Turmspringen      |

## Teilnehmer nach Sportarten

### Badminton
- Mike Beres
Einzel: 17. Platz
Mixed, Doppel: 9. Platz

- Bryan Moody
Doppel: 9. Platz
Mixed, Doppel: 17. Platz

- Brent Olynyk
Doppel: 9. Platz
Mixed, Doppel: 17. Platz

- Milaine Cloutier
Frauen, Einzel: 17. Platz
Frauen, Doppel: 9. Platz
Mixed, Doppel: 17. Platz

- Robbyn Hermitage
Frauen, Einzel: 33. Platz
Frauen, Doppel: 9. Platz
Mixed, Doppel: 17. Platz

- Kara Solmundson
Frauen, Einzel: 33. Platz
Mixed, Doppel: 9. Platz

### Basketball
- Herrenteam
7. Platz

- Kader
Rowan Barrett
David Daniels
Greg Francis
Pete Guarasci
Sherman Hamilton
Eric Hinrichsen
Todd MacCulloch
Andrew Mavis
Michael Meeks
Steve Nash
Greg Newton
Shawn Swords

- Frauenteam
10. Platz

- Kader
Cori Blakebrough
Cal Bouchard
Kelly Boucher
Claudia Brassard-Riebesehl
Stacey Dales
Michelle Hendry
Nikki Johnson
Karla Karch-Gailus
Teresa Kleindienst
Joy McNichol
Dianne Norman
Tammy Sutton-Brown

### Bogenschießen
- Robert Rusnov
Einzel: 47. Platz

### Boxen
- Troy Amos-Ross
Halbschwergewicht: 9. Platz

- Art Binkowski
Superschwergewicht: 8. Platz

- Andrew Kooner
Fliegengewicht: 9. Platz

- Scott MacIntosh
Halbmittelgewicht: 9. Platz

- Donald Orr
Mittelgewicht: 17. Platz

- Mark Simmons
Schwergewicht: ??

- Michael Strange
Halbweltergewicht: 17. Platz

### Fechten
- Laurie Shong
Degen, Einzel: 28. Platz

- Jujie Luan
Frauen, Florett, Einzel: 35. Platz
Frauen, Florett, Mannschaft: 9. Platz

- Julie Mahoney
Frauen, Florett, Einzel: 25. Platz
Frauen, Florett, Mannschaft: 9. Platz

- Sherraine Schalm-MacKay
Frauen, Degen, Einzel: 19. Platz
Frauen, Florett, Mannschaft: 9. Platz

### Gewichtheben
- Sébastien Groulx
Leichtgewicht (bis 69 Kilogramm): 15. Platz

- Maryse Turcotte
Frauen, Leichtgewicht (Klasse bis 58 Kilogramm): 4. Platz

### Hockey
- Herrenteam
10. Platz

- Kader
Hari Kant
Mike Mahood
Ian Bird
Alan Brahmst
Sean Campbell
Robin D'Abreo
Chris Gifford
Andrew Griffiths
Ronnie Jagday
Ravi Kahlon
Peter Milkovich
Scott Mosher
Ken Pereira
Rob Short
Bindi Singh Kullar
Paul Wettlaufer

### Judo
- Nicolas Gill
Halbschwergewicht (bis 100 Kilogramm): Silber

- Keith Morgan
Mittelgewicht (bis 90 Kilogramm): 5. Platz

- Luce Baillargeon
Frauen, Halbleichtgewicht (bis 52 Kilogramm): 9. Platz

- Michelle Buckingham
Frauen, Leichtgewicht (bis 57 Kilogramm): in der 1. Runde ausgeschieden

- Kimberly Ribble
Frauen, Halbschwergewicht (bis 78 Kilogramm): 13. Platz

- Sophie Roberge
Frauen, Halbmittelgewicht (bis 63 Kilogramm): 13. Platz

### Kanu
- Mihai Apostol
Kanurennen, Einer-Kajak 500 Meter: Halbfinale
Kanurennen, Einer-Kajak 500 Meter: Vorläufe

- Maxime Boilard
Kanurennen, Einer-Canadier 500 Meter: 4. Platz

- Attila Buday
Kanurennen, Zweier-Canadier 500 Meter: Halbfinale
Kanurennen, Zweier-Canadier 1000 Meter: 7. Platz

- Tamas Buday
Kanurennen, Zweier-Canadier 500 Meter: Halbfinale
Kanurennen, Zweier-Canadier 1000 Meter: 7. Platz

- James Cartwright
Kanuslalom, Einer-Canadier: 15. Platz in der Qualifikation

- David Ford
Kanuslalom, Einer-Kajak: 22. Platz in der Qualifikation

- Benoît Gauthier
Kanuslalom, Zweier-Canadier: 9. Platz in der Qualifikation

- Steve Giles
Kanurennen, Einer-Canadier 1000 Meter: Bronze

- Tyler Lawlor
Kanuslalom, Zweier-Canadier: 9. Platz in der Qualifikation

- Caroline Brunet
Frauen, Kanurennen, Einer-Kajak 500 Meter: Silber 
Frauen, Kanurennen, Zweier-Kajak 500 Meter: 5. Platz

- Karen Furneaux
Frauen, Kanurennen, Zweier-Kajak 500 Meter: 5. Platz

- Marie-Josée Gibeau-Ouimet
Frauen, Kanurennen, Vierer-Kajak 500 Meter: 9. Platz

- Kamini Jain
Frauen, Kanurennen, Vierer-Kajak 500 Meter: 9. Platz

- Margaret Langford
Frauen, Kanuslalom, Einer-Kajak: 13. Platz

- Carrie Lightbound
Frauen, Kanurennen, Vierer-Kajak 500 Meter: 9. Platz

- Julia Rivard
Frauen, Kanurennen, Vierer-Kajak 500 Meter: 9. Platz

### Leichtathletik
- Donovan Bailey
100 Meter: Viertelfinale

- Tim Berrett
20 Kilometer Gehen: 26. Platz
50 Kilometer Gehen: während des Rennens disqualifiziert

- Kwaku Boateng
Hochsprung: 12. Platz

- Mark Boswell
Hochsprung: 6. Platz

- Joël Bourgeois
3000 Meter Hindernis: Vorläufe

- Pierre Browne
200 Meter: Vorläufe
4 × 100 Meter: Halbfinale

- Bruce Deacon
Marathon: 44. Platz

- Richard Duncan
Weitsprung: 32. Platz in der Qualifikation

- Jason Gervais
Diskuswurf: Halbfinale

- Glenroy Gilbert
4 × 100 Meter: Halbfinale

- Arturo Huerta
20 Kilometer Gehen: 24. Platz
50 Kilometer Gehen: während des Rennens disqualifiziert

- Sean Kaley
10.000 Meter: Vorläufe

- Ian Lowe
Weitsprung: 38. Platz in der Qualifikation

- Nicolas Macrozonaris
100 Meter: Vorläufe
4 × 100 Meter: Halbfinale (nur im Vorlauf eingesetzt)

- Bradley McCuaig
4 × 100 Meter: Halbfinale

- Jeff Schiebler
10.000 Meter: Vorläufe

- Brad Snyder
Kugelstoßen: 13. Platz in der Qualifikation

- Kevin Sullivan
1500 Meter: 5. Platz

- Bruny Surin
100 Meter: Halbfinale

- Jason Tunks
Diskuswurf: 6. Platz

- Zach Whitmarsh
800 Meter: Vorläufe

- Donovan Bailey
110 Meter Hürden: Viertelfinale
4 × 100 Meter: Halbfinale

- Martha Adusei
Frauen, 100 Meter: Vorläufe
Frauen, 4 × 100 Meter: Vorläufe

- Keturah Anderson
Frauen, 100 Meter Hürden: Viertelfinale

- LaDonna Antoine
Frauen, 400 Meter: Halbfinale
Frauen, 4 × 400 Meter: Vorläufe

- Esi Benyarku
Frauen, 100 Meter: Vorläufe
Frauen, 4 × 100 Meter: Vorläufe

- Tina Connelly
Frauen, 10.000 Meter: Vorläufe

- Perdita Felicien
Frauen, 400 Meter Hürden: Vorläufe

- Michelle Fournier
Frauen, Hammerwurf: 22. Platz in der Qualifikation

- Samantha George
Frauen, 4 × 400 Meter: Vorläufe

- Karlene Haughton
Frauen, 4 × 400 Meter: Vorläufe

- Janice McCaffrey
Frauen, 20 Kilometer Gehen: während des Rennens disqualifiziert

- Leah Pells
Frauen, 1500 Meter: Vorläufe (DNF)

- Tamara Perry
Frauen, 4 × 100 Meter: Vorläufe

- Atia Weekes
Frauen, 4 × 100 Meter: Vorläufe

- Foy Williams
Frauen, 400 Meter: Viertelfinale
Frauen, 4 × 400 Meter: Vorläufe

### Radsport
- Jim Fisher
1000 Meter Zeitfahren: 12. Platz

- Gordon Fraser
Straßenrennen: 16. Platz

- Geoff Kabush
Mountainbike, Cross-Country: 9. Platz

- Czeslaw Lukaszewicz
Straßenrennen: DNF

- Roland Green
Mountainbike, Cross-Country: 14. Platz

- Brian Walton
Straßenrennen: DNF
Punktefahren: 9. Platz

- Eric Wohlberg
Straßenrennen: 72. Platz
Einzelzeitfahren: 20. Platz

- Lyne Bessette
Frauen, Straßenrennen: 22. Platz

- Tanya Dubnicoff
Frauen, Sprint: 7. Platz
Frauen, 500 Meter Zeitfahren: 8. Platz

- Clara Hughes
Frauen, Straßenrennen: 43. Platz
Frauen, Einzelzeitfahren: 6. Platz

- Geneviève Jeanson
Frauen, Straßenrennen: 11. Platz
Frauen, Einzelzeitfahren: 15. Platz

- Lori-Ann Muenzer
Frauen, 500 Meter Zeitfahren: 13. Platz

- Chrissy Redden
Frauen, Mountainbike, Cross-Country: 8. Platz

- Alison Sydor
Frauen, Mountainbike, Cross-Country: 5. Platz

- Lesley Tomlinson
Frauen, Mountainbike, Cross-Country: 19. Platz

### Reiten
- Jonathan Asselin
Springreiten, Einzel: 15. Platz
Springreiten, Mannschaft: 9. Platz

- Jay Hayes
Springreiten, Einzel: 63. Platz in der Qualifikation
Springreiten, Mannschaft: 9. Platz

- Bruce Mandeville
Vielseitigkeit, Einzel: 22. Platz

- Ian Millar
Springreiten, Einzel: 13. Platz
Springreiten, Mannschaft: 9. Platz

- John Pearce
Springreiten, Einzel: 62. Platz in der Qualifikation
Springreiten, Mannschaft: 9. Platz

- Wyndham St. John
Vielseitigkeit, Einzel: DNF

### Rhythmische Sportgymnastik
- Emilie Livingston
Einzel: 18. Platz in der Qualifikation

### Ringen
- Justin Abdou
Mittelgewicht (Klasse bis 85 Kilogramm): 13. Platz

- Daniel Igali
Leichtgewicht (Klasse bis 69 Kilogramm): Gold

- Dean Schmeichel
Schwergewicht (Klasse bis 97 Kilogramm): 19. Platz

- Giuvi Sissaouri
Bantamgewicht (Klasse bis 58 Kilogramm): 13. Platz

### Rudern
- Michael Belenkie
Achter: 7. Platz

- Jon Beare
Leichtgewichts-Vierer ohne Steuermann: 7. Platz

- Iain Brambell
Leichtgewichts-Vierer ohne Steuermann: 7. Platz

- David Calder
Achter: 7. Platz

- Morgan Crooks
Achter: 7. Platz

- Chris Davidson
Leichtgewichts-Vierer ohne Steuermann: 7. Platz

- Bryan Donnelly
Achter: 7. Platz

- Philip Graham
Zweier ohne Steuermann: 7. Platz

- Todd Hallett
Doppelzweier: 13. Platz

- Gavin Hassett
Leichtgewichts-Vierer ohne Steuermann: 7. Platz

- Henry Hering
Zweier ohne Steuermann: 7. Platz

- Thomas Herschmiller
Achter: 7. Platz

- Adam Parfitt
Achter: 7. Platz

- Derek Porter-Nesbitt
Einer: 4. Platz

- Dominic Seiterle
Doppelzweier: 13. Platz

- Matt Swick
Achter: 7. Platz

- Chris Taylor
Achter: 7. Platz

- Lawrence Varga
Achter: 7. Platz

- Buffy Alexander
Frauen, Achter: Bronze

- Laryssa Biesenthal
Frauen, Achter: Bronze

- Heather Davis
Frauen, Achter: Bronze

- Tracy Duncan
Frauen, Leichtgewichts-Doppelzweier: 9. Platz

- Alison Korn
Frauen, Achter: Bronze

- Theresa Luke
Frauen, Zweier ohne Steuerfrau: 4. Platz
Frauen, Achter: Bronze

- Heather McDermid
Frauen, Achter: Bronze

- Fiona Milne
Frauen, Leichtgewichts-Doppelzweier: 9. Platz

- Emma Robinson
Frauen, Zweier ohne Steuerfrau: 4. Platz
Frauen, Achter: Bronze

- Lesley Thompson
Frauen, Achter: Bronze

- Dorota Urbaniak
Frauen, Achter: Bronze

- Kristen Wall
Frauen, Einer: 14. Platz

### Schießen
- Roger Caron
Kleinkaliber, liegend: 38. Platz

- Jason Caswell
Skeet: 19. Platz

- George Leary
Trap: 9. Platz

- Wayne Sorensen
Luftgewehr: 18. Platz
Kleinkaliber, Dreistellungskampf: 42. Platz
Kleinkaliber, liegend: 10. Platz

- Sharon Bowes
Frauen, Luftgewehr: 32. Platz
Frauen, Sportgewehr Dreistellungskampf: 26. Platz

- Kim Eagles
Frauen, Luftgewehr: 39. Platz
Frauen, Sportpistole: 35. Platz

- Cari Johnson
Frauen, Luftgewehr: 48. Platz
Frauen, Sportgewehr Dreistellungskampf: 40. Platz

- Cynthia Meyer
Frauen, Trap: 10. Platz
Frauen, Doppel-Trap: 5. Platz

- Susan Nattrass
Frauen, Trap: 9. Platz
Frauen, Doppel-Trap: 15. Platz

### Schwimmen
- Mark Versfeld
200 Meter Rücken: 20. Platz

- Andrew Hurd
1500 Meter Freistil: 23. Platz

- Craig Hutchison
50 Meter Freistil: im Vorlauf disqualifiziert
100 Meter Freistil: 29. Platz
4 × 100 Meter Freistil: 13. Platz
4 × 100 Meter Lagen: 6. Platz

- Brian Johns
200 Meter Lagen: 15. Platz
4 × 200 Meter Freistil: 7. Platz (nur im Vorlauf eingesetzt)

- Mark Johnston
200 Meter Freistil: 21. Platz
400 Meter Freistil: 21. Platz
4 × 200 Meter Freistil: 7. Platz

- Morgan Knabe
100 Meter Brust: 6. Platz
200 Meter Brust: 10. Platz
4 × 100 Meter Lagen: 6. Platz

- Yannick Lupien
100 Meter Freistil: 26. Platz
4 × 100 Meter Freistil: 13. Platz
4 × 200 Meter Freistil: 7. Platz
4 × 100 Meter Lagen: 6. Platz (nur im Vorlauf eingesetzt)

- Mike Mintenko
4 × 200 Meter Freistil: 7. Platz
100 Meter Schmetterling: 5. Platz
4 × 100 Meter Lagen: 6. Platz

- Curtis Myden
200 Meter Lagen: 10. Platz
400 Meter Lagen: Bronze

- Tim Peterson
1500 Meter Freistil: 27. Platz

- Shamek Pietucha
100 Meter Schmetterling: 22. Platz
200 Meter Schmetterling: 18. Platz
4 × 100 Meter Lagen: 6. Platz (nur im Vorlauf eingesetzt)

- Chris Renaud
100 Meter Rücken: 11. Platz
200 Meter Rücken: 13. Platz
4 × 100 Meter Lagen: 6. Platz

- Owen von Richter
400 Meter Lagen: 29. Platz

- Rick Say
200 Meter Freistil: 7. Platz
400 Meter Freistil: 15. Platz
4 × 100 Meter Freistil: 13. Platz
4 × 200 Meter Freistil: 7. Platz

- Robbie Taylor
4 × 100 Meter Freistil: 13. Platz

- Mark Versfeld
100 Meter Rücken: 26. Platz

- Katie Brambley
Frauen, 4 × 200 Meter Freistil: 5. Platz (nur im Vorlauf eingesetzt)

- Jen Button
Frauen, 100 Meter Schmetterling: 20. Platz
Frauen, 200 Meter Schmetterling: 17. Platz
Frauen, 4 × 200 Meter Freistil: 5. Platz (nur im Vorlauf eingesetzt)
Frauen, 4 × 100 Meter Lagen: 6. Platz

- Jessica Deglau
Frauen, 200 Meter Freistil: 18. Platz
Frauen, 100 Meter Schmetterling: 21. Platz
Frauen, 200 Meter Schmetterling: 22. Platz
Frauen, 4 × 100 Meter Freistil: 7. Platz
Frauen, 4 × 200 Meter Freistil: 5. Platz

- Jenna Gresdal
Frauen, 50 Meter Freistil: 38. Platz

- Karine Legault
Frauen, 400 Meter Freistil: 19. Platz
Frauen, 800 Meter Freistil: 16. Platz

- Rhiannon Leier
Frauen, 100 Meter Brust: 11. Platz

- Marianne Limpert
Frauen, 200 Meter Lagen: 4. Platz
Frauen, 4 × 100 Meter Freistil: 7. Platz
Frauen, 4 × 200 Meter Freistil: 5. Platz
Frauen, 4 × 100 Meter Lagen: 6. Platz (nur im Vorlauf eingesetzt)

- Michelle Lischinsky
Frauen, 100 Meter Rücken: 13. Platz
Frauen, 4 × 100 Meter Lagen: 6. Platz (nur im Vorlauf eingesetzt)

- Joanne Malar
Frauen, 200 Meter Lagen: 5. Platz
Frauen, 400 Meter Lagen: 7. Platz
Frauen, 4 × 200 Meter Freistil: 5. Platz

- Laura Nicholls
Frauen, 100 Meter Freistil: 14. Platz
Frauen, 200 Meter Freistil: 23. Platz
Frauen, 4 × 100 Meter Freistil: 7. Platz
Frauen, 4 × 100 Meter Lagen: 6. Platz (nur im Vorlauf eingesetzt)

- Christin Petelski
Frauen, 100 Meter Brust: 10. Platz
Frauen, 200 Meter Brust: 13. Platz
Frauen, 4 × 100 Meter Lagen: 6. Platz

- Nadine Rolland
Frauen, 50 Meter Freistil: 22. Platz

- Shannon Shakespeare
Frauen, 4 × 100 Meter Freistil: 7. Platz
Frauen, 4 × 200 Meter Freistil: 5. Platz

- Kelly Stefanyshyn
Frauen, 100 Meter Rücken: 10. Platz
Frauen, 200 Meter Rücken: 8. Platz
Frauen, 4 × 100 Meter Lagen: 6. Platz

### Segeln
- William Abbott
Soling: 13. Platz

- Matt Abbott
Soling: 13. Platz

- Kai Bjorn
Star: 5. Platz

- Bradley Boston
Soling: 13. Platz

- Richard Clarke
Finn Dinghy: 17. Platz

- Marty Essig
Laser: 24. Platz

- Ross MacDonald
Star: 5. Platz

- Caroll-Ann Alie
Frauen, Windsurfen: 17. Platz

- Beth Calkin
Frauen, Europe: 11. Platz

### Softball
- Frauenteam
8. Platz

- Kader
Lesley Attwell
Vicky Bastarache
Denise Carriere
Nathalie Fradette
Cherene Hiesl-Boyer
Jackie Lance
Heather Newsham
Sandy Newsham
Jacki Nichol
Kristy Odamura
Colleen Thorburn-Smith
Sommer West
Hayley Wickenheiser
Meaggan Wilton
Erin White

### Synchronschwimmen
- Lyne Beaumont
Team: Bronze

- Claire Carver-Dias
Duett: 5. Platz
Team: Bronze

- Erin Chan
Team: Bronze

- Catherine Garceau
Team: Bronze

- Fanny Létourneau
Duett: 5. Platz
Team: Bronze

- Kirstin Normand
Team: Bronze

- Jacinthe Taillon
Team: Bronze

- Reidun Tatham
Team: Bronze

### Taekwondo
- Dominique Bosshart
Frauen, Schwergewicht (Klasse über 67 Kilogramm): Bronze

### Tennis
- Sébastien Lareau
Einzel: 17. Platz
Doppel: Gold

- Daniel Nestor
Einzel: 9. Platz
Doppel: Gold

- Sonya Jeyaseelan
Frauen, Einzel: 33. Platz
Frauen, Doppel: 17. Platz

- Vanessa Webb
Frauen, Doppel: 17. Platz

### Tischtennis
- Wenguan Huang
Einzel: 17. Platz
Doppel: 17. Platz

- Kurt Liu
Einzel: 48. Platz
Doppel: 17. Platz

- Lijuan Geng
Frauen, Einzel: 9. Platz
Frauen, Doppel: 25. Platz

- Marie-Christine Roussy
Frauen, Doppel: 25. Platz

- Xiao-Xiao Wang
Frauen, Einzel: 33. Platz
Frauen, Doppel: 25. Platz

- Chris Xu
Frauen, Doppel: 25. Platz

### Trampolinturnen
- Mathieu Turgeon
Einzel: Bronze

- Karen Cockburn
Frauen, Einzel: Bronze

### Triathlon
- Simon Whitfield
Olympische Distanz: Gold

- Sharon Donnelly
Frauen, Olympische Distanz: 38. Platz

- Carol Montgomery
Frauen, Olympische Distanz: DNF

- Isabelle Turcotte Baird
Frauen, Olympische Distanz: 31. Platz

### Turnen
- Alexander Jeltkov
Einzelmehrkampf: 92. Platz in der Qualifikation
Boden: 74. Platz in der Qualifikation
Reck: 21. Platz in der Qualifikation

- Kyle Shewfelt
Einzelmehrkampf: 89. Platz in der Qualifikation
Boden: 12. Platz in der Qualifikation
Pferdsprung: 4. Platz in der Qualifikation

- Julie Beaulieu
Frauen, Einzelmehrkampf: 52. Platz in der Qualifikation
Frauen, Mannschaftsmehrkampf: 9. Platz in der Qualifikation
Frauen, Boden: 80. Platz in der Qualifikation
Frauen, Pferdsprung: 58. Platz in der Qualifikation
Frauen, Stufenbarren: 29. Platz in der Qualifikation
Frauen, Schwebebalken: 35. Platz in der Qualifikation

- Michelle Conway
Frauen, Einzelmehrkampf: 68. Platz in der Qualifikation
Frauen, Mannschaftsmehrkampf: 10. Platz in der Qualifikation
Frauen, Boden: 11. Platz in der Qualifikation
Frauen, Pferdsprung: 49. Platz in der Qualifikation
Frauen, Stufenbarren: 44. Platz in der Qualifikation

- Crystal Gilmore
Frauen, Einzelmehrkampf: 95. Platz in der Qualifikation
Frauen, Mannschaftsmehrkampf: 9. Platz in der Qualifikation
Frauen, Schwebebalken: 32. Platz in der Qualifikation

- Lise Leveille
Frauen, Einzelmehrkampf: 49. Platz in der Qualifikation
Frauen, Mannschaftsmehrkampf: 9. Platz in der Qualifikation
Frauen, Boden: 71. Platz in der Qualifikation
Frauen, Pferdsprung: 72. Platz in der Qualifikation
Frauen, Stufenbarren: 48. Platz in der Qualifikation
Frauen, Schwebebalken: 34. Platz in der Qualifikation

- Kate Richardson
Frauen, Einzelmehrkampf: 15. Platz
Frauen, Mannschaftsmehrkampf: 9. Platz in der Qualifikation
Frauen, Boden: 29. Platz in der Qualifikation
Frauen, Pferdsprung: 34. Platz in der Qualifikation
Frauen, Stufenbarren: 28. Platz in der Qualifikation
Frauen, Schwebebalken: 60. Platz in der Qualifikation

- Yvonne Tousek
Frauen, Einzelmehrkampf: 32. Platz
Frauen, Mannschaftsmehrkampf: 9. Platz in der Qualifikation
Frauen, Boden: 19. Platz in der Qualifikation
Frauen, Pferdsprung: 51. Platz in der Qualifikation
Frauen, Stufenbarren: 18. Platz in der Qualifikation
Frauen, Schwebebalken: 26. Platz in der Qualifikation

### Volleyball (Beach)
- John Child
Herrenwettkampf: 5. Platz

- Mark Heese
Herrenwettkampf: 5. Platz

- Jody Holden
Herrenwettkampf: 9. Platz

- Conrad Leinemann
Herrenwettkampf: 9. Platz

### Wasserball
- Frauenteam
5. Platz

- Kader
Marie Luc Arpin
Isabelle Auger
Johanne Begin
Cora Campbell
Melissa Collins
Marie-Claude Deslières
Valerie Dionne
Ann Dow
Susan Gardiner
Waneek Horn-Miller
Sandra Lizé
Josée Marsolais
Jana Salat

### Wasserspringen
- Alexandre Despatie
Turmspringen 10 Meter: 4. Platz

- Christopher Kalec
Turmspringen 10 Meter: 17. Platz

- Jeff Liberty
Kunstspringen 3 Meter: 19. Platz

- Eryn Bulmer
Frauen, Kunstspringen 3 Meter: 20. Platz
Frauen, Synchronspringen 3 Meter: 5. Platz

- Blythe Hartley
Frauen, Kunstspringen 3 Meter: 10. Platz
Frauen, Synchronspringen 3 Meter: 5. Platz

- Émilie Heymans
Frauen, Turmspringen 10 Meter: 5. Platz
Frauen, Synchronspringen 10 Meter: Silber

- Émilie Heymans
Frauen, Turmspringen 10 Meter: Bronze 
Frauen, Synchronspringen 10 Meter: Silber